# Leptopetalum
Leptopetalum là một chi thực vật có hoa trong họ Thiến thảo (Rubiaceae).

## Loài
Chi Leptopetalum gồm các loài: